# Dubno (Příbrami járás)
Dubno település Csehországban, a Příbrami járásban. Dubno Suchodol, Trhové Dušníky, Háje, Dubenec, Příbram és Občov településekkel határos. Lakosainak száma 365 fő (2024. január 1.).

## Népesség
A település lakosságának változását az alábbi diagram mutatja:
| Lakosok száma | 485  | 638  | 620  | 505  | 243  | 253  | 285  | 318  | 348  | 365  |
|               | 1869 | 1890 | 1921 | 1950 | 1980 | 2001 | 2017 | 2019 | 2022 | 2024 |